# Den Gyldne Cirkel
Den Gyldne Cirkel (engelsk: The Golden Circle) er en turistrute i det sydvestlige Island. Mange turistbusser kører denne cirka 300-mile sløjfe i form af dagsture, der afgår fra Reykjavik. Disse dagsture omfatter typisk tre hovedattraktioner: Geysir, Þingvellir og Gullfoss.